# Donald Jones
Donald Towe Jones (Harlem (New York), 24 januari 1932 – Amsterdam, 5 november 2004) was een Amerikaans-Nederlandse danser, acteur en zanger.

## Levensloop
Jones werd bekend als de eerste zwarte ster in de Nederlandse showbizz. Hij was geboren in de Verenigde Staten en kwam in 1954 met de dansgroep "The Moderniques" naar Amsterdam om als danser zijn geluk te beproeven en het racisme in zijn land te ontvluchten. Naar eigen zeggen was hij in Nederland in de eerste jaren een bezienswaardigheid:
Ik was een 'oddity'. Een vreemd ding. Je kon het aanraken en je kon ermee praten. Ik liep een keer door de Leidsestraat en ik voelde ineens een hand door mijn haar. Ik schrok me lam. Waren het meisjes, ze zeiden: 'Sorry meneer, we wilden even voelen' (1999 in een interview met De Groene Amsterdammer).
Hij werd in Nederland al snel bekend door de vele optredens in televisie- en cabaretproducties. Zijn eerste engagement kreeg hij bij Sieto en Marijke Hoving in hun cabaretgroep Tingel Tangel. Eind jaren vijftig speelde hij de rol van de werkstudent Dinky in de televisieserie Pension Hommeles. In die serie zong hij de grote hit Ik zou je het liefste in een doosje willen doen, van Annie M.G. Schmidt en Cor Lemaire.
Donald Jones danste vele jaren in de Snip en Snap Revue en in de Show van André van Duin. Ook speelde hij een hoofdrol in de kinderserie Mik & Mak, als de vriend van de kleinzoon van Oma Tingeling (Magda Janssens).
Jones was enige jaren getrouwd met Adèle Bloemendaal. Uit dit huwelijk werd in 1963 acteur John Jones geboren.
In november 2004 overleed Donald Jones op 72-jarige leeftijd aan een hartaanval. Hij werd gecremeerd op Westgaarde.

## Filmografie

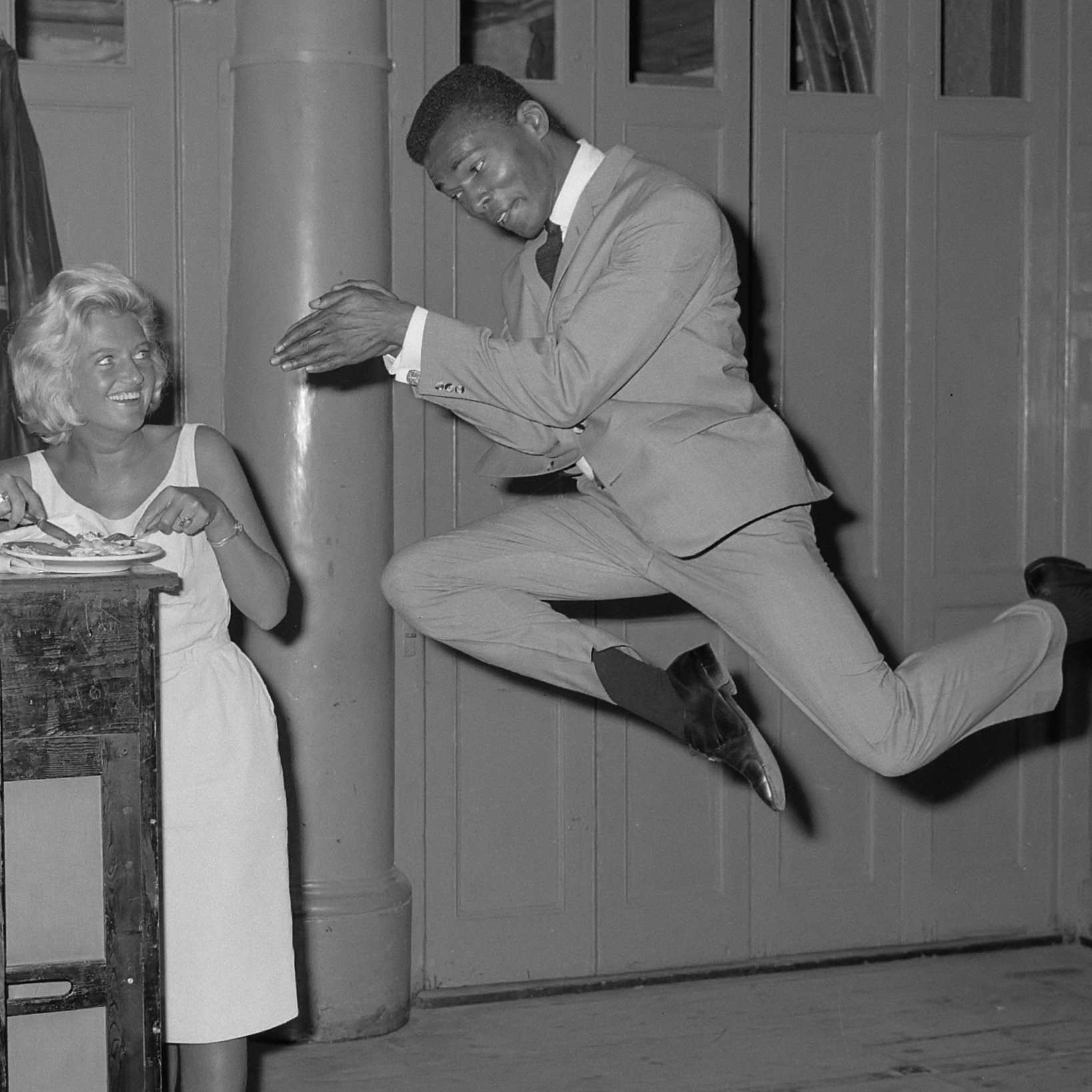
Donald Jones stoeit met Mieke Telkamp (1964)

- Murder at 1600 (1997) - Verslaggever C
- SamSam (televisieserie) - Meneer De Waard (afl. Plaats vergaan, 1994, en Daar gaat de bruid, 1996)
- Indigo (video, 1996) - Beveiliger/Zwerver
- Dolly Dots (televisieserie) - Spencer (1983)
- Pipo de Clown (televisieserie) - Mik (1963-1964)
- Grijpstra & De Gier (1979) - Habberdoedas van Meteren
- Andre van Duin's Pretfilm (1976) - Verschillende rollen
- Bezeten - Het gat in de muur (1969) - Otto Fabian
- Mik & Mak (televisieserie) - Mik (1962-1963)
- Pension Hommeles (televisieserie) - Dinky (1957-1959)

- Gemeinsame Normdatei: 110074004X
- International Standard Name Identifier: 0000 0003 9026 1599
- MusicBrainz: 43062e88-a400-436e-a225-93230c47f9e4
- Nederlandse Thesaurus van Auteursnamen: 296210099
- Virtual International Authority File: 283824339
- WorldCat: E39PCjBqfRwy8xBkQ3MTqXMWMq